# Open Season: Scared Silly
Open Season: Scared Silly (bra: O Bicho Vai Pegar 4; prt: Boog & Elliot: Aventura na Floresta) é um filme de animação de 2016, e o quarto filme da série Open Season, produzido pela Sony Pictures Animation.

## História
O filme passa em 2014 e começa com Elliot contando uma história na fogueira sobre a lenda do Wailing Wampus, o Lobisomem que vive na Floresta Nacional de Timberline. O domesticado Boog está apavorado com a história e decide "fugir" de sua viagem de acampamento de verão anual, até descobrir que o lobisomem está desaparecido. Determinado a ajudar Boog a superar seus medos, Elliot e seus amigos da floresta se unem para acabar com o medo de Boog e descobrir o mistério do Wailing Wampus, o Lobisomem.

## Elenco
- Donny Lucas como Boog
- Will Townsend como Elliot / senhor Weenie / vozes adicionais
- Melissa Sturm como Giselle / vozes adicionais
- Brian Drummond como Ian / Reilly / vozes adicionais
- Lee Tockar como Buddy / McSquizzy / vozes adicionais
- Peter Kelamis como Serge
- Trevor Devall como Shaw / Lobisomem / vozes adicionais
- Lorne Cardinal como Gordy
- Garry Chalk como Ed
- Kathleen Barr como Bobbie / Edna
- Frank Welker como intérprete dos efeitos vocais dos animais

## Prêmios
Em 2017, Open Season: Scared Silly foi indicado em duas categorias dos Prêmios Annie: Melhor Direção para uma Produção Animada e Melhor Dublagem para uma Produção Animada para William Townsend como Mr. Weenie.